# My Andromedae
My Andromedae (My And, μ Andromedae, μ And), som är stjärnans Bayerbeteckning, är en stjärna i mellersta delen av stjärnbilden Andromeda belägen mellan Mirach och Andromedagalaxen (M31). Den har en genomsnittlig skenbar magnitud på omkring 3,87, vilket gör den lätt synlig för blotta ögat.  Baserat på parallaxmätningar befinner den sig på ett avstånd av ca 130 ljusår (40 parsek) från solen.

## Egenskaper
Spektrumet för My Andromedae matchar spektralklass A5 V, vilket innebär att det är en stjärna i huvudserien av typ A. Den har dubbla solens massa och 2,4 gånger solens radie. Stjärnan avger från dess yttre skikt omkring 21 gånger mera strålning än solen vid en effektiv temperatur av 7 959 K, vilket ger den vita färg som karakteriserar en stjärna av typ A. Den beräknas vara ca 600 miljoner år gammal, och ha en relativt hög rotationshastighet på 75 km/s.